# Saint-Germain-d’Arcé
Saint-Germain-d’Arcé település Franciaországban, Sarthe megyében. Lakosainak száma 346 fő (2022. január 1.). Saint-Germain-d’Arcé Vaas, Villiers-au-Bouin, Aubigné-Racan, La Bruère-sur-Loir, La Chapelle-aux-Choux és Chenu községekkel határos.

## Népesség
A település népessége az elmúlt években az alábbi módon változott:
| Lakosok száma | 356  | 341  | 345  | 335  | 335  | 334  | 337  | 342  | 346  |
|               | 2013 | 2015 | 2016 | 2017 | 2018 | 2019 | 2020 | 2021 | 2022 |